# Cerkev sv. Janeza Evangelista, Parma
 Cerkev sv. Janeza Evangelista v Parmi v severni Italiji je del kompleksa, ki vključuje tudi benediktinski samostan in trgovino z živili.

## Zgodovina
Dela za opatijo in cerkev so se začela leta 980 po naročilu škofa Sigefreda II. nad že obstoječim oratorijem, povezanim s svetim Kolumbanom. Leta 1477 je celoten kompleks poškodoval požar.
Bazilika samostana je bila obnovljena okoli leta 1490 in dokončno po projektu Bernardina Zaccagnija leta 1510. Gradnja je bila končana okoli leta 1519. Oblikovanje je od začetka vključevalo temeljito barvno dekoracijo notranjosti in z mladim Correggiom je bila podpisana pogodba, ko je že delal v drugem benediktinskem samostanu, in sicer je s freskami okrasil sobo opatinje (Camera della Badessa) ali sobo svetega Pavla.
Correggio je izdelal pet skupin fresk. Prva je v luneti s Vizija sv. Janeza na Patmosu (1520), sledi kupola z vnebohodom Kristusa in bobnom ter štirje pendentivi. Tretje delo je bila dekoracija oboka in strop apside kapele (Cappella Maggiore), ki je bila delno uničena leta 1586, ko je bil kor podaljšan: danes je ohranjen osrednji del z Marijinim kronanjem (zdaj v Narodni galeriji v Parmi). Četrti poseg je bil na stenah kora, ki so bile med njegovo obnovo povsem uničene. Nazadnje je Correggio naslikal friz, ki poteka po celotnem notranjem obodu. Pripravljalne risbe kažejo, da je tudi dele, ki so jih opravljali njegovi učenci, oblikoval Correggio, kot so svečnik v oboku prezbiterija in putti na križnih obokih.
Okoli leta 1524 je Correggio naslikal dve platni v kapeli Del Bono, ki sta zdaj v Narodni galeriji, Objokovanje mrtvega Kristusa in Mučeništvo štirih svetnikov.

## Opis

### Zunanjost
Marmorno pročelje cerkve je leta 1604 zasnoval Simone Moschino v baročnem slogu in je bilo končano leta 1607. Zvonik na desni strani, ki ga je zasnoval Giovanni Battista Magnani, je bil končan leta 1613. Visok je 75 metrov in je najvišji v Parmi.

## Notranjost
Cerkev ima obliko latinskega križa z glavno in dvema stranskima ladjama, prekritima s križnimi oboki in kupolo nad križiščem. Struktura je podobna bližnji stolnici. Žlebljeni stebri so renesančni elementi s klasičnim navdihom. V ladji je friz, ki ga je izdelal Correggio in njegova delavnica (1522–1524). Je dolg trak z enobarvnimi podobami (z nekaj rdečimi detajli) na temnomodri podlagi z nekaterimi tondi s portreti benediktinskega papeža, kardinalov in menihov. Glavna značilnost je serija puttov v akciji, ki simbolizirajo pomen krščanskega nereda in žrtvovanja. Groteskne dekoracije na polstebrih in obokih (s svečnikom, putti in simboli svetega Janeza Evangelista) so tudi delo Correggiovih učencev, še posebej Michelangela Anselmija (okoli 1520).
Leva ladja ima krstilnik, katerega osnova je iz okoli 1. stoletja – rimski nagrobni spomenik. V dvanajstih stranskih kapelicah so bile freske lokalnih umetnikov (tudi Angela Michela Colonne) iz poznega 16. in zgodnjega 17. stoletja. Prva kapela na levi ima fresko  Parmigianina – Sveta Agata in rabelj in Sveta Štefan in Lovrenc. To so monumentalne figure, na katere so vplivale Pordenonejeve freske v stolnici v Cremoni. Freski Sveta Štefan in Lovrenc ter Sveti Vitalis s konjem, obe Parmigianinovi, sta v naslednji kapeli. Freske v Zancherijevi kapeli so bile pripisane Parmigianinu, toda danes se štejejo za Anselmijeve, oltarna slika je delo Girolama Mazzola Bedolija (Mistična poroka svete Katarine Aleksandrijske, 1536). Anselmi je naslikal tudi Kristusa, ki nosi križ (okoli 1522), v šesti levi kapeli.
V desnih kapelah so dela Cristoforja Casellija, Poklon Treh kraljev (1449, tretja kapela), oltarna plošča Marija z otrokom in svetim Jakobom je delo  Mazzola Bedolieva (1543–1545, četrta kapela) in kopije Correggievih platen iz 18. stoletja v kapeli Del Bono, katere lok je ohranil freske, ki so jih naredili njegovi učenci z njegovim oblikovanjem (Spreobrnjenje svetega Pavla in svetnikov Andreja in Petra). Strop levo od križišča je poslikal Anselmi, Ustoličenje svetega Benedikta in štirje svetniki (1521), na stenah pa so prikazane terakotne skulpture Antona Begarella (Sveti Janez Evangelist in Marija z otrokom in svetim Janezom, okoli 1543). V loku desne kapele prezbiterija so Bedolijeve freske.
Desna apsida ima Anselmijeve stropne freske Zgodbe o življenju svetega Janeza Parmskega. V oltarju je Čudež svetega Janeza, ki ga je naslikal Emilio Taruffi (1674). Na stenah sta dve Begarellijevi skupini, ki prikazujeta sveto Felicito s svetim Vitalisom in svetega Benedikta. Prezbiterij ima groteskne dekoracije, pripisane Correggiu, medtem ko so putte Inocenza Martinija dodali okoli 1588, freska iz leta 1587 je kopija Correggiovega izvirnika, od katerega ostaja le osrednji del, zdaj v Narodni galeriji. Oltarno podobo je preoblikoval Bedoli (1556). Rezbarjeni leseni kor je iz lesa 1513 do 1538. Portal, ki vodi k zakristiji, ima v luneti Correggiovo fresko, ki prikazuje svetega Janeza in orla in na splošno velja za prvo delo v cerkvi, čeprav podobnosti z dekoracijo kupole lahko pomenijo, da izvira iz poznejšega obdobja. Napis ALTIUS CAETERIS DEI PATEFECIT ARCAN okoli slike se nanaša na nočne molitve menihov. Zakristijo je leta 1508 poslikal Cesare Cesariano.

## Samostan
Samostan ima tri križne hodnike. Prvi ima jonske stebre, drugi Correggiove dekoracije in tretji, imenovan po svetem Benediktu, ima freske iz 16. stoletja.
Povezan je s knjižnico, ki ima rokopis in kodeks, ki dokazujeta dejavnost pisarjev – lokalnih menihov. Rokopisi so prispeli iz samostana svetega Justina iz Padove brez dekoracij, tukaj so jih okrasili Damiano da Moile, Francino da Moile in od leta 1492 Michele iz Genove.
Samostan ima tudi staro trgovino z živili, dokumentirano od leta 1201. Povezana je s samostanom Marije Snežne v Torrechiari.